# Arensberg (Bismark)
Arensberg gehört zur Ortschaft Bismark und ist ein Ortsteil der Stadt Bismark (Altmark) im Landkreis Stendal in Sachsen-Anhalt.

## Geographie
Arensberg, ein Straßendorf mit Kirche, liegt zwei Kilometer nordöstlich von Bismark in der Nähe der Bahnstrecke Stendal–Uelzen.
Nachbarorte sind Büste im Nordwesten, Dobberkau im Nordosten, Hohenwulsch im Südosten und Bismark im Südwesten.

## Geschichte

### Mittelalter bis Neuzeit
Das Dorf wurde 1337 erstmals als arnsberg erwähnt. Im Landbuch der Mark Brandenburg von 1375 wird das Dorf als Arnsberge aufgeführt. Es gehörte den Brüdern Nikolaus und Rule Bismarck sowie Peter Gunther, alle drei Bürger von Stendal. Weitere Nennungen sind 1431 Arnsberge, 1539 Arnsperg, 1687 Arensberge und 1804 Arensberg, ein Dorf mit einem Kreisgärtner, zwei Leinewebern und einer Windmühle.
Bei der Bodenreform wurden 1945 ermittelt: 27 Besitzungen unter 100 Hektar hatten zusammen 419 Hektar, eine Kirchenbesitzung hatte 23 Hektar Land.
1958 fand in Kalbe (Milde) ein Schauprozess mit 400 geladenen Gästen gegen vier Bauern aus Arensberg und Holzhausen statt. In Arensberg gab es keine Landwirtschaftliche Produktionsgenossenschaft (LPG), sondern nur einen örtlichen Landwirtschaftsbetrieb (ÖLB). Ziel des Prozesses war es, in Arensberg eine LPG zu gründen und die LPG Holzhausen zu stärken. Der Bauer Fritz Gericke aus Arensberg, der 1954 den väterlichen Hof übernommen hatte, wurde zu 4 Jahren Zuchthaus mit Einziehung des Vermögens verurteilt. Seine Familie musste den Hof verlassen. 1990 berichtete die Altmark Zeitung über den Fall unter der Titel „Recht ist, was dem Volk dient“. Der Zeitzeuge Fritz Gericke erläuterte seinen Fall und stellte die Gerichtsdokumente zur Verfügung. Erhard Runnwerth beschrieb mit diesem Fall die Landwirtschaftspolitik mit Ziel „Vollkollektivierung“ im damaligen Kreis Kalbe (Milde).
Im Jahre 1958 entstand die erste Landwirtschaftliche Produktionsgenossenschaft, die LPG Typ III „8. Mai“.
Das Gooskükenfest fand bis in die 1960er Jahre auf einer Gänseweide im Dorf statt.

### Herkunft des Ortsnamens
Heinrich Sültmann führt die Namen 1337 arnsberg, 1485 und 1489 Arnsberge, 1540 arnssberge zurück auf „arn“ für „Adler“. Der Name bedeutet also „Adlersberg“.

### Archäologie
Im Sommer 1912 fand Fr. W. Gericke auf dem Röthenberg östlich von Arensberg zwei Fibeln. Der Landwirt Friedrich Gericke übergab 1917 einen Bronzehalsring an das heutige Altmärkische Museum in Stendal. Im Jahre 1918 wurde über ein steinzeitliches Grab am Röthenberg bei Arensberg berichtet. Geborgen wurden daraus unter anderem zwei Pfriemen aus Vogelknochen, ein längliches Flintstück, 24 querschneidige Pfeilspitzen, durchbohrte Hirschgrandeln und Bernsteinperlen. Bei den nachfolgenden Untersuchungen wurde ein Gräberfeld aus der Spätbronzezeit und Eisenzeit ermittelt.
Nordöstlich des Dorfes fand D. Ludwig Anfang der 1980er Jahre beim Sandabbau eine frührömerzeitliche Urne, die an das Altmärkische Museum in Stendal übergeben wurde. Sie ist auf die Zeit bis 600 n. Chr. datiert worden. Im Leichenbrand befanden sich eine eiserne Fibel und zwei Knochennadeln.

### Eingemeindungen
Ursprünglich gehörte das Dorf zum Stendalischen Kreis der Mark Brandenburg in der Altmark. Zwischen 1807 und 1813 lag der Ort im Kanton Bismark im Distrikt Stendal auf dem Territorium des napoleonischen Königreichs Westphalen. Ab 1816 gehörte die Gemeinde zum Landkreis Stendal.
Am 25. Juli 1952 wurde die Gemeinde Arensberg in den neu eingerichteten Kreis Kalbe (Milde) eingegliedert. Die Gemeinde Arensberg wurde am 23. Mai 1973 aufgelöst und nach Bismark (Altmark) eingemeindet.
Seit dem 1. Januar 2010 gehört der Ortsteil Arensberg auch zur neu gebildeten Ortschaft Bismark (Altmark).

### Einwohnerentwicklung
| Jahr | Einwohner |
| ---- | --------- |
| 1734 | 100       |
| 1772 | 106       |
| 1790 | 128       |
| 1798 | 135       |
| 1801 | 124       |
| 1818 | 151       |
| 1840 | 155       |
| 1864 | 235       |
| 1871 | 219       |

| Jahr | Einwohner |
| ---- | --------- |
| 1885 | 199       |
| 1892 | [0]199    |
| 1895 | 208       |
| 1900 | [0]209    |
| 1905 | 221       |
| 1910 | [0]226    |
| 1925 | 227       |
| 1939 | 176       |
| 1946 | 284       |

| Jahr | Einwohner |
| ---- | --------- |
| 1964 | 189       |
| 1971 | 174       |
| 2007 | [00]084   |
| 2018 | [00]091   |
| 2020 | [00]074   |
| 2021 | [00]074   |
| 2022 | [0]073    |
| 2023 | [0]074    |

Quelle, wenn nicht angegeben, bis 1971:

## Religion
- Die evangelische Kirchengemeinde Arensberg, die ab 1815 zur Pfarrei Garlipp bei Bismark gehörte,[23][24] wird heute betreut vom Pfarrbereich Bismark im Kirchenkreis Stendal im Bischofssprengel Magdeburg der Evangelischen Kirche in Mitteldeutschland.[25]
- Bis zum Jahre 1814 bestand eine eigene Pfarrei im Dorf. Der letzte Pfarrer war Christian Friedrich Gottlieb Fohrholtz.[24]
- Die ältesten überlieferten Kirchenbücher für Arensberg stammen aus dem Jahre 1678.[26]
- Die katholischen Christen gehören zur Pfarrei St. Anna in Stendal im Dekanat Stendal im Bistum Magdeburg.[27]

## Kultur und Sehenswürdigkeiten
- Die evangelische Dorfkirche Arensberg, ein teilweise spätromanischer Feldsteinbau mit einem quadratischen Schiff, stammt aus dem 13. Jahrhundert. 1935 wurden Wandmalereien aus dem 15. Jahrhundert entdeckt. Die Glocke aus dem Jahr 1525 stammt vom Glockengließermeister Arndt Blome.[28]
- Die Kirche steht auf dem Ortsfriedhof.
- Am Dorfteich findet im Sommer ein Dorffest mit einem Bauerntriathlon statt.[10]

## Verkehr
Nach Arensberg führt die Kreisstraße 1083 von Bismark (Altmark).
Der nächste Bahnhof befindet sich im 2 Kilometer entfernten Hohenwulsch (Bahnstrecke Stendal–Uelzen).
Es verkehren Linienbusse und Rufbusse von stendalbus.

## Hier geboren
- Klaus Wilhelm Gille (1948–2025), politischer Beamter